# Harry David Lee
Harry David Lee (Randholph, 9 dicembre 1849 – San Antonio, 15 marzo 1928) è stato un imprenditore statunitense.

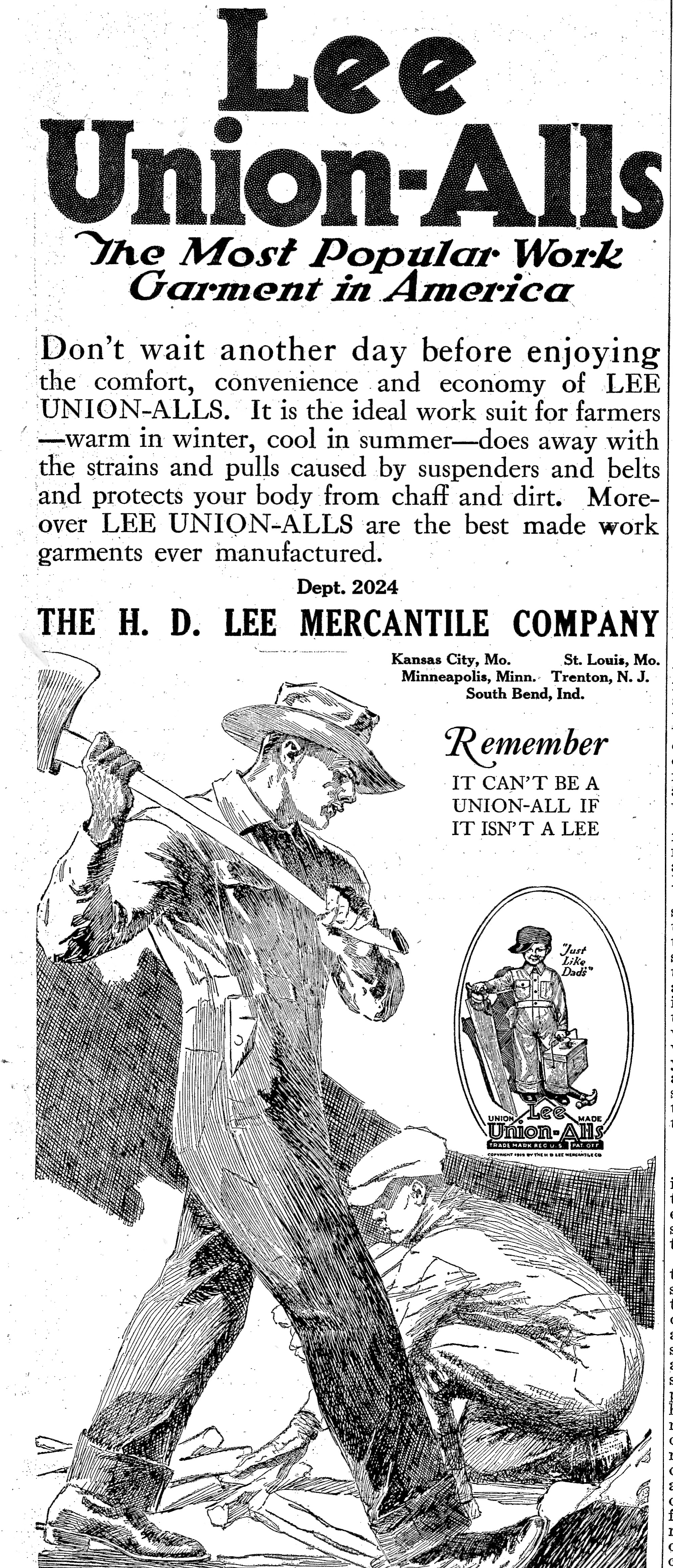
A Lee Union-Alls advertisement

Fu il fondatore e presidente della compagnia che porta il suo nome, e creatore del marchio di moda Lee.

## Biografia
Nacque nel 1849 a Randolph, nel Vermont, New England, e frequentò le scuole di Tumbrige. Nel 1862, all'età di 13 anni, si trasferì a Galion, Ohio, dove lavorò come impiegato in un hotel e vendendo macchine circolari per maglieria contribuì all'acquisto della Central Oil Co. di Galion.
Successivamente la Standard Oil Company acquistò la raffineria ed egli ne rimase per qualche tempo il presidente.

### Fondazione della compagnia
Il rapido successo nel settore petrolifero unito al consiglio del suo medico (soffriva infatti di tisi) di spostarsi verso un clima più asciutto, lo portarono a trasferirsi a Salina, nel Kansas, nel 1889 dove avviò l'HD Lee Mercantile Company, diventando presto il maggior distributore di alimenti tra Kansas City e Denver.
Successivamente la gamma di prodotti fu ampliata per includere merceria, mobili, articoli di cancelleria e materiale scolastico. Nel 1912, la società aprì la sua prima fabbrica di abbigliamento da lavoro e da qui nacque il marchio Lee Jeans.